# Chelatie

Structuurformule van een metaal-EDTA-chelaat.

Ethyleendiamine-ligand met binding aan een centraal metaalion via twee coördinatieve bindingen.

Cu^{2+}-complexen met methylamine (links) en ethyleendiamine (rechts).

Structuurformule van ortho-nitrofenol.

Chelatie is een proces en een vorm van chemische binding. De binding is een covalente binding met een partieel ionair karakter. Vanuit chemisch standpunt is chelatie hetzelfde als complexvorming, met dien verstande dat in de chemie het begrip complexvorming op mono-, di- en polydentaatliganden wordt toegepast, terwijl chelatie de monodentaatliganden expliciet uitsluit.

## Principe
Sommige organische moleculen hebben twee of meer, vaak vier, uitstekende, flexibele 'armen' (polydentaat-liganden) met sterk elektronegatieve groepen aan het uiteinde, zoals aminegroepen. Hiermee kunnen ze diverse metaalionen om zich heen groeperen (coördineren). Een dergelijk metaalion wordt dan door de gecombineerde aantrekkingskracht van de elektronegatieve groepen vastgehouden. De anders vaak slecht oplosbare metaalionen kunnen hiermee soms goed in oplossing gaan. Dergelijke organische moleculen noemt men chelaten. Ze vormen een chelaatcomplex met het substraat.
De definitie van ASTM International-A-380 stelt: (vrije vertaling) "chelaten zijn chemische stoffen die oplosbare, complexe moleculen vormen met bepaalde metaalionen, waarbij die metaalionen zodanig geïnactiveerd worden dat zij niet op normale wijze kunnen reageren met andere elementen of ionen om een neerslag of een aanslag te vormen."
Men dient duidelijk een onderscheid te maken tussen chelerende complexen en coördinatiecomplexen met monodentaat-liganden die slechts één binding aangaan met het centraal atoom. De verschillende chelerende verbindingen (de organische moleculen zonder het metaalion) hebben verschillende affiniteit voor verschillende soorten metaalionen, die elkaar dus soms door concurrentie uit de gebonden plaats kunnen verdringen. Dit hangt samen met de grootte van het ion, de elektrostatische aantrekkingskracht en de ruimtelijke configuratie van de chelerende verbinding.
Dit principe vindt op vele manieren toepassing in de industrie, zoals bijvoorbeeld EDTA gebruikt wordt om calciumionen in hard water te binden voor wasmiddelen en waterontharders.

## Chelaateffect
Het chelaateffect beschrijft de verhoogde affiniteit voor een metaalion van chelerende liganden in vergelijking met overeenkomstige niet-chelerende (monodentate) liganden van hetzelfde metaal. Er wordt een (energetisch) stabieler complex gevormd. Men kan het chelaateffect duidelijk aantonen met volgend voorbeeld.
Beschouw twee evenwichten in een waterige oplossing tussen het koper(II)ion (Cu2+) en ethyleendiamine (en) enerzijds en methylamine (MeNH2) anderzijds
| Cu2+ + en ↔ [Cu(en)]2+          | (1) |
| Cu2+ + 2 MeNH2 ↔ [Cu(MeNH2)2]2+ | (2) |
De verklaring kan op twee niveaus gegeven worden.
1. Algemeen
Als de bindingen tussen het koperion en de twee stikstofatomen gevormd zijn wil dat niet zeggen dat de bindingen dan voor eeuwig vastzitten. Soms gaat een binding ook weleens los. In het geval van het complex met ethyleendiamine (reactie 1) betekent dit dat het losgelaten stikstofatoom nog steeds vlak bij het koperion "rondhangt" en dus min of meer veroordeeld is tot het opnieuw vormen van de chelaatring. Alleen als het tweede stikstofatoom toevallig ook los komt van het koperion kunnen ethyleendiamine en koperion hun eigen weg gaan en is de complex-concentratie gedaald.
Is methylamine het complexerende reagens (reactie 2) dan betekent het losgaan van de binding tussen koperion en stikstof dat beide deeltjes meteen onafhankelijk zijn. Het opnieuw vormen van het complex wordt afhankelijk van de kans dat het koperion en een methylaminemolecuul elkaar toevallig treffen. Losgaan van één binding betekent hier meteen een daling in de complexconcentratie.
2. Wetenschappelijk
In reactie (1) vormt het bidentaat-ligand ethyleendiamine een chelaat met het koper(II)ion. Door de chelatie ontstaat er een vijfring. In (2) wordt het bidentaat-ligand vervangen door twee monodentaat-liganden van methylamine, die bij benadering hetzelfde donorvermogen hebben. Dit betekent dat het verschil in bindingsenergie bij de vorming van de Cu-N-bindingen ongeveer gelijk is in beide reacties. Beide reacties verschillen echter wel in de entropieverandering: in de reactie met ethyleendiamine wordt de vrijheid van twee deeltjes beperkt, in de reactie met methylamine wordt de onderlinge bewegingsvrijheid van drie deeltjes ingeperkt. Als de koperconcentraties in beide reacties gelijk blijven en de concentratie van methylamine het dubbel bedraagt van de concentratie van ethyleendiamine, dan zal de concentratie van het complex (1) groter zijn dan de concentratie van het complex (2). Het chelaateffect neemt toe met het aantal chelaatringen: het entropieverschil wordt steeds groter. Hierdoor is de concentratie van het complex met EDTA, dat over twee coördinerende stikstofatomen en vier coördinerende zuurstofatomen (in carboxylaatgroepen) beschikt en waarmee vijf chelaatringen[1]) gevormd kunnen worden, veel hoger dan een overeenstemmend complex met twee monodentaat-liganden met stikstofdonoren en met vier monodentaat-liganden met een carboxylaation.

## Chelatie in de organometaalchemie
Organometaalverbindingen kunnen ook chelaten bevatten. Dat wil zeggen dat er naast de binding van het metaal aan koolstof, het kenmerk van organometaalverbindingen, ook complexvorming met elementen uit de stikstof- en zuurstofgroep optreedt. Antimoon (maar ook - in mindere mate - arseen en fosfor) kan zijn valentieschil uitbreiden van tien tot twaalf elektronen (valentieschaaluitbreiding), met vorming van zes-gecoördineerde anionen met een bipiramidale geometrie. Hierbij ontstaat een vierkant vlak, waarbij het metaalion zich in het centrum van het vlak bevindt. Aldus reageert pentafenylantimoon met fenyllithium tot het anion Ph6Sb−:
{\displaystyle \mathrm {Ph_{5}Sb\ +\ PhLi\longrightarrow \ Ph_{6}Sb^{-}\ +\ Li^{+}} }
Er worden enatiomere anionenparen gevormd met chelaatverbindingen tussen de bifenylgroepen.
Een ander bijzonder geval is de vorming van een intramoleculaire waterstofbinding tussen een zuurstofatoom van een NO2-groep en een waterstofatoom van de naburige OH-groep in ortho-nitrofenol. Dit wordt eveneens aanzien als een voorbeeld van chelatie.

## Chelatie in de natuur
Ook de natuur maakt vaak gebruik van chelatie om metaalionen te binden: het magnesium in chlorofyl en het ijzer in hemoglobine zijn gebonden door middel van chelatie in porfyrineringen. Verder zijn tal van enzymen opgebouwd uit metaalionen die gecoördineerd worden door organische liganden.

## Chelatie in de geneeskunde
Ook in de geneeskunde worden dergelijke verbindingen gebruikt om zware metalen uit het lichaam te verwijderen. Het gebruik van de chelatietherapie als middel om calcium uit het lichaam te verwijderen, om aderverkalking te bestrijden, is echter wetenschappelijk gezien volstrekt onbewezen en moet als een vorm van kwakzalverij worden beschouwd. De meeste verkalkte bloedvaten bevatten namelijk geen kalk. Chelatietherapie wordt wel succesvol gebruikt bij de behandeling van β-thalassemie, waarbij de chelatie het teveel aan ijzer uit het bloed wegneemt.
Antibiotica uit de tetracyclinefamilie bevatten chelaten van Ca2+- en Mg2+-ionen. EDTA wordt gebruikt in de tandheelkunde om het wortelkanaal van een tand te irrigeren. Voor het maken van MRI-scans krijgen patiënten chelaatcomplexen van gadolinium (onder andere gadoxetaat) als contrastmiddel geïnjecteerd om de kwaliteit van de beelden te verbeteren.
1. ↑  EDTA beschikt wel over zes coördinerende atomen, maar om de eerste ring te vormen zijn twee bindingen naar het metaal nodig. Een derde binding naar het metaal levert twee ringen op. En zo verder.
2. ↑  P. Simpson - Organometallic Chemistry of the Main group Elements, Longman Group ltd., 1970, pp. 71-72
3. ↑  Morrison & Boyd - Organic Chemistry (5th edition), Allyn and Bacon Inc. Boston, 1987, pp. 999-1000 - ISBN 0-205-08453-2
4. ↑  Robert M. Kliegman et al. - Essentials of Pediatrics (5th edition), Elsevier Saunders, 2006, pp. 705 - ISBN 978-1-4160-0159-1